# Pandulf al II-lea de Capua
Pandulf al II-lea (supranumit cel Negru (Niger) sau cel Tânăr) a fost principe de Capua între anii 1007 și 1022.
Pandulf era fiul și succesorul principelui Landulf al VII-lea de Capua, la moartea căruia (1017) a preluat domnia. Fiind încă tânăr, a avut ca regent pe unchiul său, Pandulf de Benevento, care a îndeplinit această funcție până la moarte, în 1014, sub numele de Pandulf al III-lea de Capua.
În februarie 1016, vărul său Pandulf al IV-lea i-a fost asociat la domnie, moment din care Pandulf al II-lea nu mai apare consemnat.